# Rhodamnia parviflora
Rhodamnia parviflora är en myrtenväxtart som beskrevs av Andrew John Scott. Rhodamnia parviflora ingår i släktet Rhodamnia och familjen myrtenväxter. Inga underarter finns listade i Catalogue of Life.